# Římskokatolická farnost Slavičín
Římskokatolická farnost Slavičín je jedno z územních společenství římských katolíků v děkanátu Valašské Klobouky s farním kostelem svatého Vojtěcha.

## Historie farnosti
Kostel je nejstarší stavbou ve Slavičíně, pochází zřejmě z 12. či 13. století, současnou podobu získal ve století sedmnáctém. Kostel byl během svého trvání mnohokrát opravován. Při oslavách milénia vysvěcení sv. Vojtěcha na biskupa roku 1983 byla pořízena kněžská hrobka u vchodu do kostela a opraveno průčelí chrámu a věže. 
První záznamy o Slavičínu pocházejí z roku 1141. V roce 1256 byl darován Helembertovi de Turri. V té době zde byl kostel a fara. V 17. a 18. století byl často napadán Turky. V letech 1663 a 1704 byl vypálen.

## Duchovní správci
Od srpna 2016 je administrátorem Mons. Mgr. Marian Dej. S platností od července 2018 byl zde ustanoven farářem.

## Bohoslužby
| Kostel           | Místo    | Bohoslužba (den)                           | Hodina                                  | Poznámka     |
| ---------------- | -------- | ------------------------------------------ | --------------------------------------- | ------------ |
| svatého Vojtěcha | Slavičín | neděle pondělí středa čtvrtek pátek sobota | 7.15, 9.15, 11.00 18.00 6.30 18.00 6.30 | Farní kostel |

## Aktivity ve farnosti
V červnu 2017 si farnost připomněla sté výročí narození P. Františka Tomáše Kosečka, převora chebského františkánského kláštera, který zemřel roku 1956 na následky věznění v komunistickém lágru.
Ve farnosti se pravidelně̟ koná tříkrálová sbírka. V roce 2017 se jen ve Slavičíně vybralo 126 640 korun, v dalších obcích farnosti 10-15 tisíc korun. Při sbírce v roce 2019 činil výtěžek ve Slavičíně 133 731 korun.